# Månljus

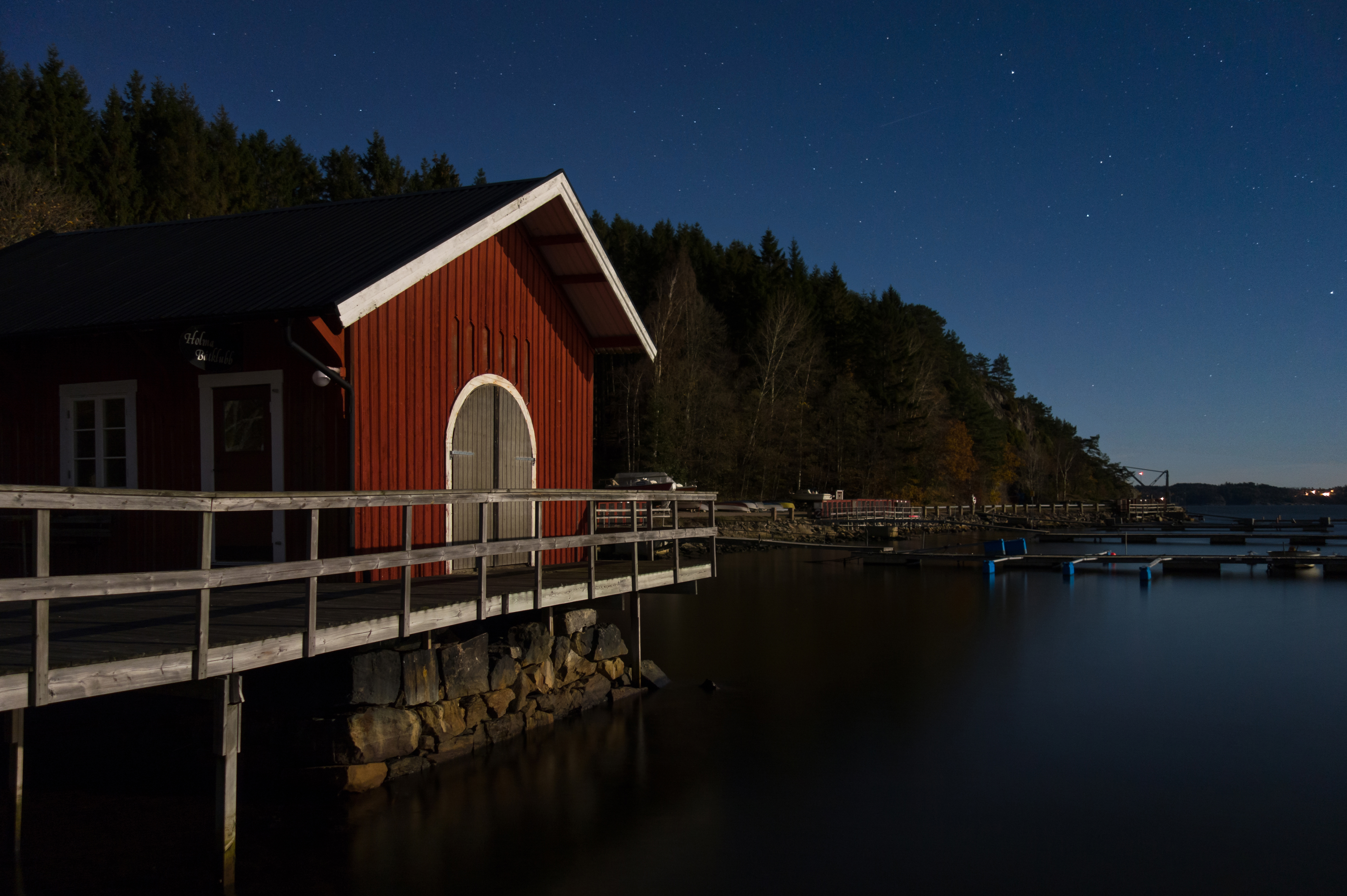
Holma båtklubb endast belyst av månljus

Månljus eller månsken är det solljus som speglas i månen. Vanligtvis syftar begreppet på det ljus som når jorden.

## Kultur
Månljuset har spelat stor roll på kulturen. I konst, film, litteratur och sångtexter beskrivs det oftast som romantiskt. Enligt folktron kan månljuset till exempel väcka upp en vampyr eller förvandla en människa till en varulv.

### Fotnoter
1. ↑  ”Varför lyser månen så starkt?”. Illustrerad vetenskap. 1 september 2009. https://illvet.se/universum/solsystemet/manen/varfor-lysermanen-sa-starkt. Läst 17 juni 2025.
2. ↑  G. J. Toomer (december 1964). ”Review: Ibn al-Haythams Weg zur Physik by Matthias Schramm” (på engelska). Isis 55 (4):  sid. 463–465. doi:10.1086/349914.